# كاغيموشا
كاغيموشا (باليابانية: 影武者) هو فيلم ساموراي ملحمي ياباني صدر عام 1980، من إخراج أكيرا كوروساوا، وقد حاز على عدة جوائز يابانية وعالمية، منها جائزة السعفة الذهبية في مهرجا كان لسنة 1980. ويتحدث الفيلم عن زمن الإقطاعي الشهير في اليابان والحروب التي خاضتها الامبراطوريات اليابانية داخل اليابان.

## روابط خارجية
- كاجيموشا على موقع IMDb (الإنجليزية)
- كاجيموشا على موقع ميتاكريتيك (الإنجليزية)
- كاجيموشا على موقع الموسوعة البريطانية (الإنجليزية)
- كاجيموشا على موقع روتن توميتوز (الإنجليزية)
- كاجيموشا على موقع نتفليكس (الإنجليزية)
- كاجيموشا على موقع قاعدة بيانات الأفلام العربية
- كاجيموشا على موقع ألو سيني (الفرنسية)
- كاجيموشا على موقع Turner Classic Movies (الإنجليزية)
- كاجيموشا على موقع أول موفي (الإنجليزية)
- كاجيموشا على موقع بوكس أوفيس موجو (الإنجليزية)
- Criterion Collection essay by Peter Grilli
- Kagemusha (باليابانية) at the قاعدة بيانات الأفلام اليابانية